# تكساكولي

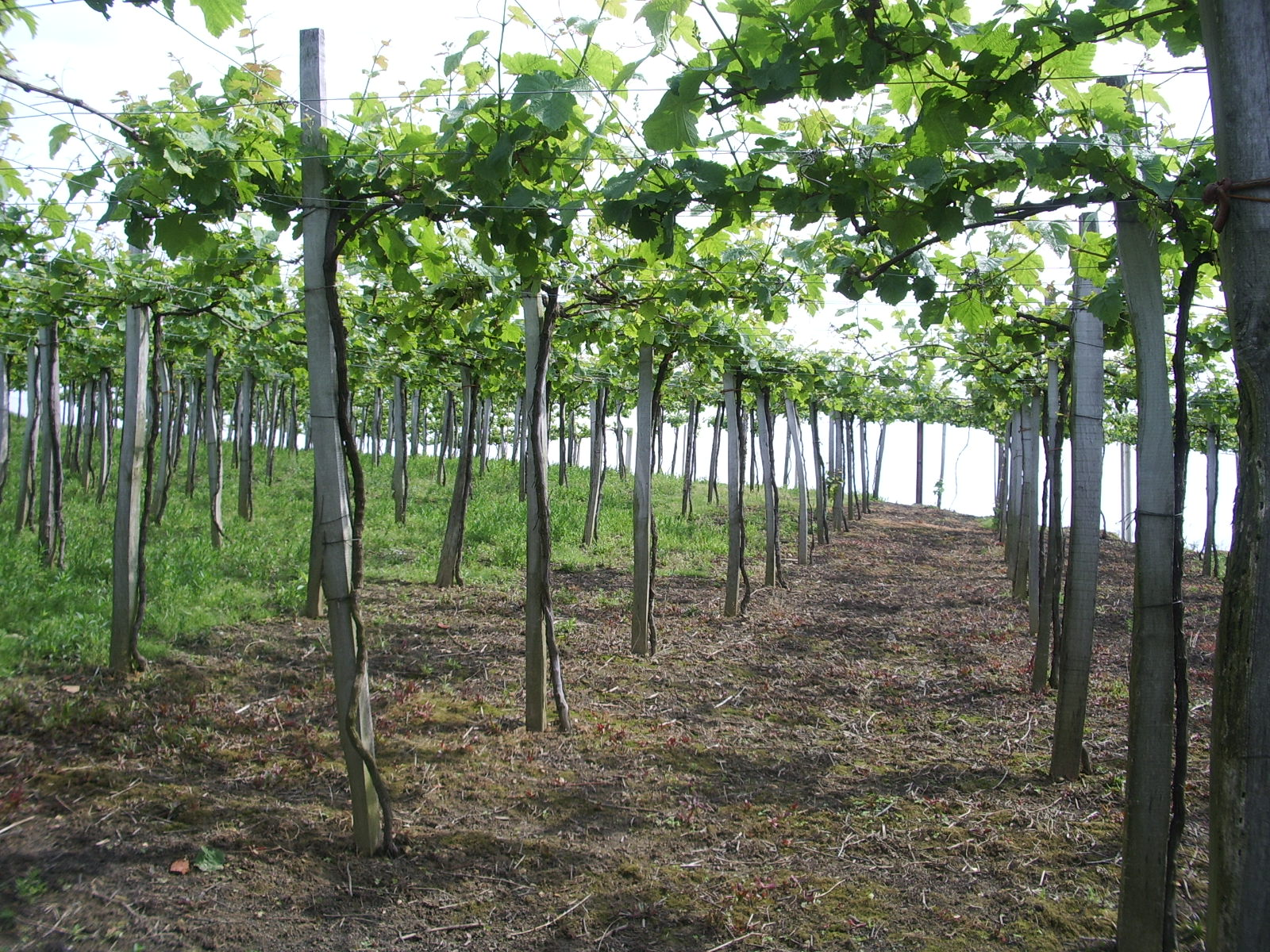
كروم تكساكولي في منطقة جيتاريا

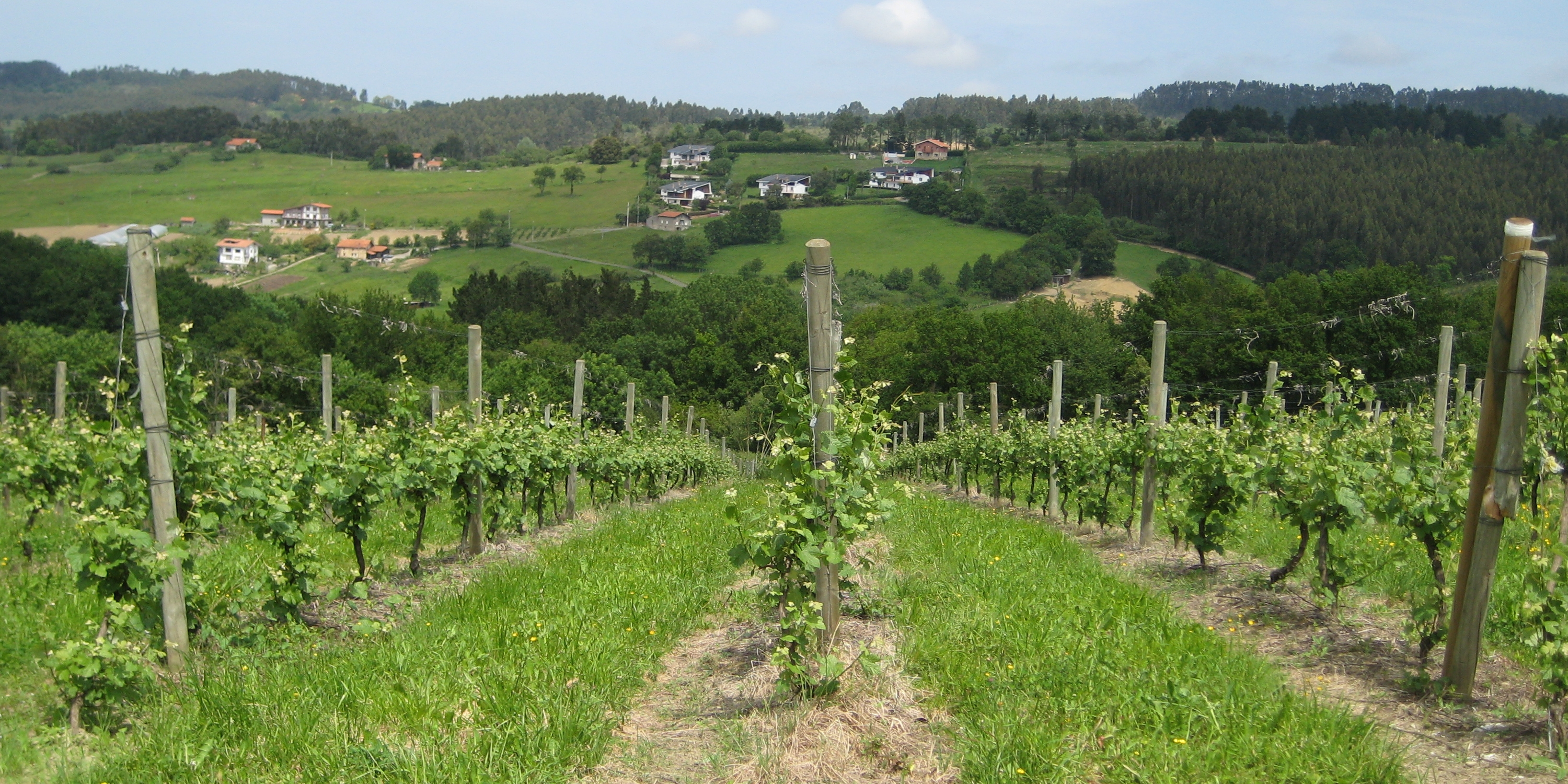
كروم تكساكولي بالقرب من إيراندايو

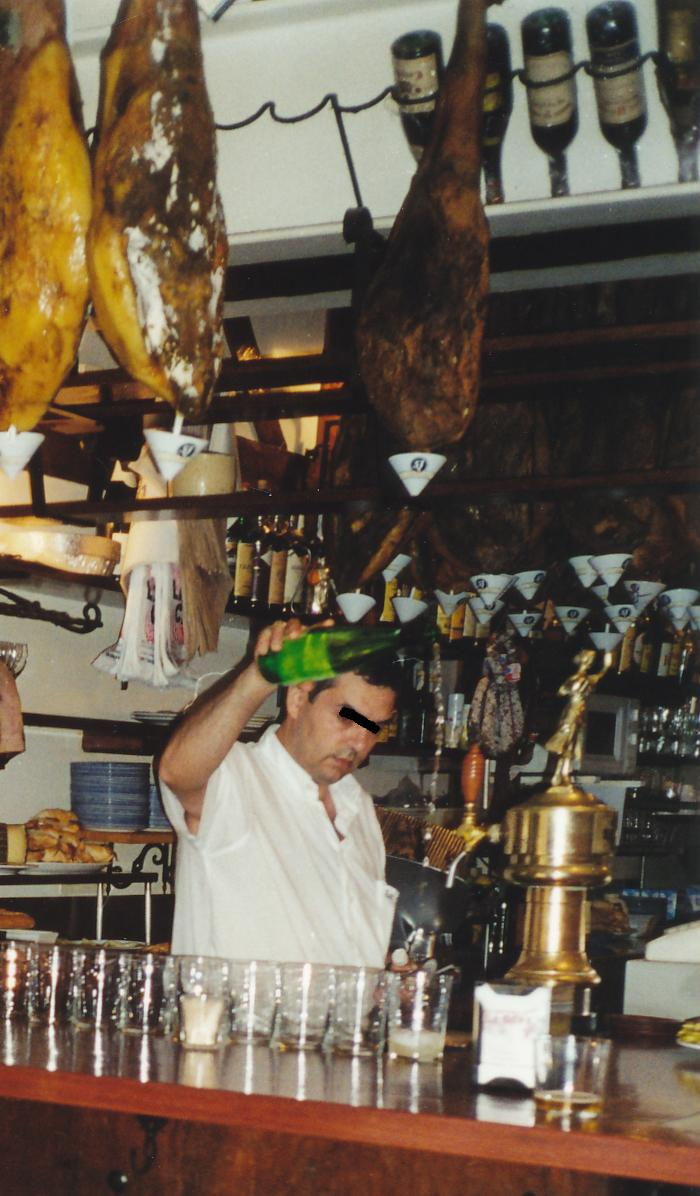
خدمة تكساكولي في سان سيباستيان

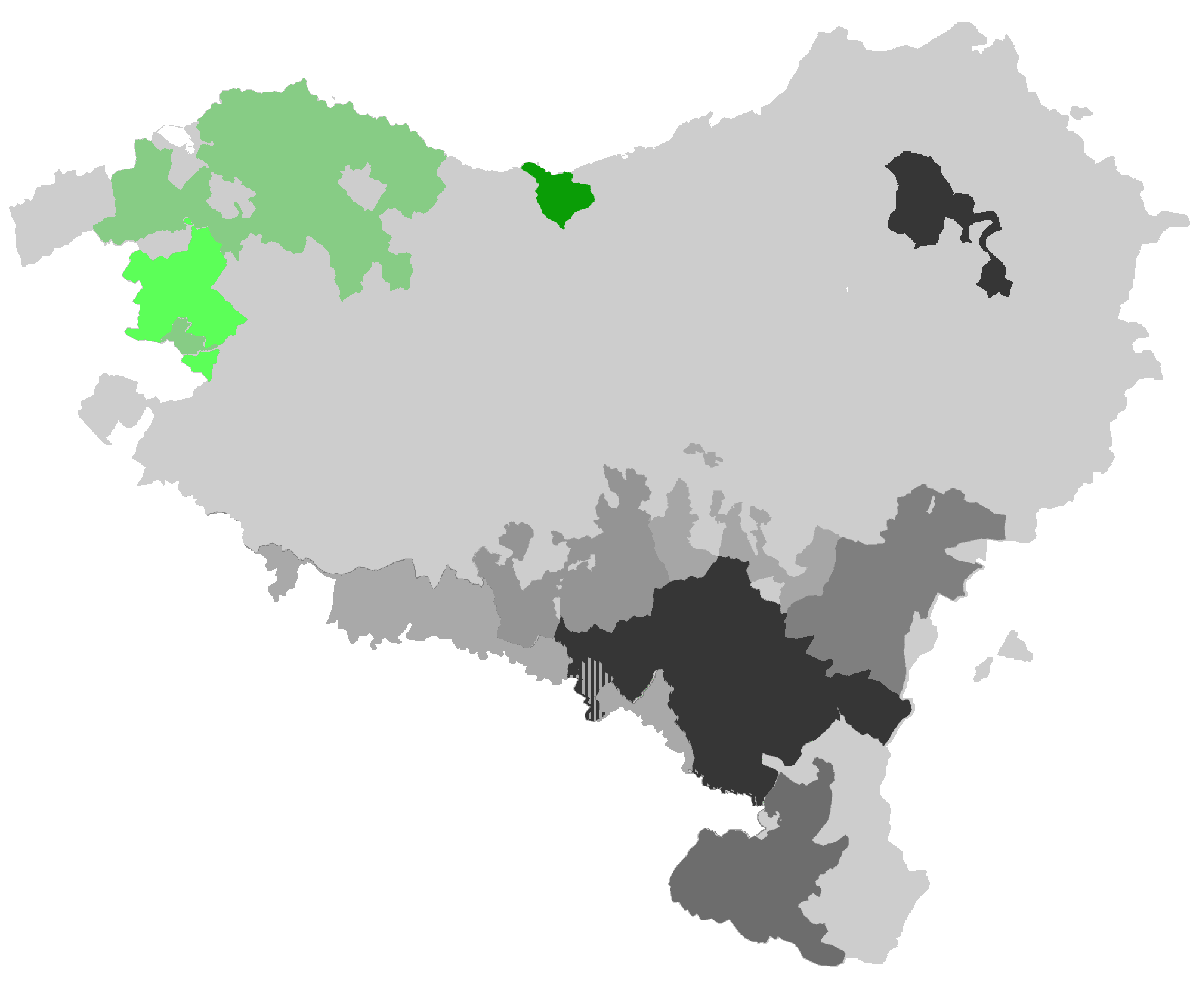
المناطق الثلاث المنتجة للتكساكولي في إقليم الباسك.
ألافا تكساكولي
(تكساكولي في بسكاي)
جيتاريا تكساكولي

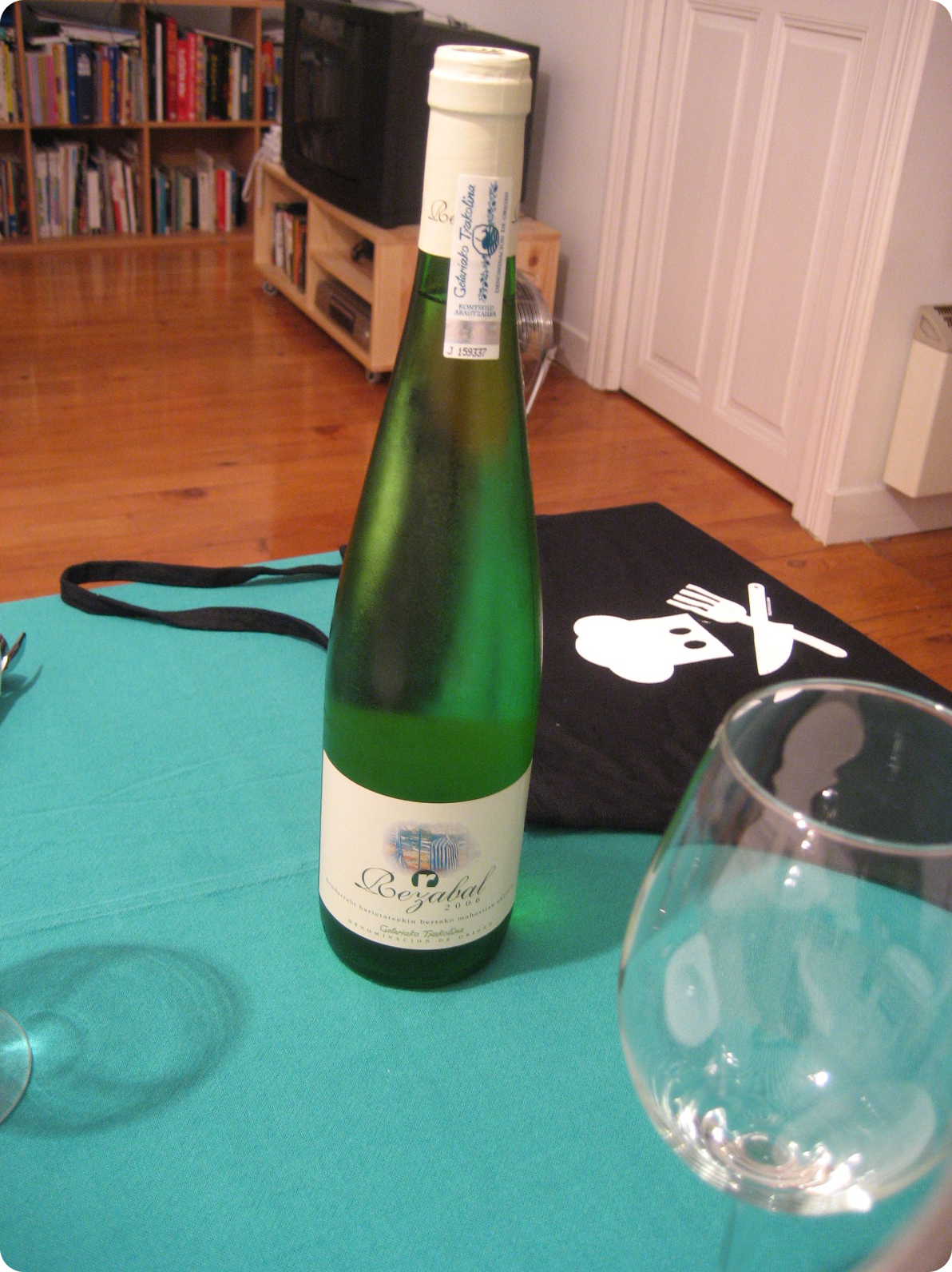
زجاجة جيتاريا تكساكولي

تكساكولي (تُنطق [tʃakoˈli] أو تشاكولي (تنطق تلفظ بالإسبانية: ‎/tʃakoˈli/‏)) هو نبيذ أبيض فوار قليلاً ومجفف جدًا للفم ذو حموضة عالية ومحتوى كحول منخفض يتم إنتاجه في إقليم الباسك الإسباني وكانتابريا وشمال بورغوس في إسبانيا . ومن ناحية أبعد ، تشيلي هي أيضا منتج ثانوي.
يتم تقديمه عادةً كمقبلات فاتحة للشهية ويتم شربه خلال عام واحد من تعبئته لأنه لا يمكن تخزينه لفترة أطول. النوع الأكثر شيوعًا هو اللون الأبيض وله لون أخضر شاحب، ولكن هناك أصناف حمراء ووردية . عند تقديمه، يتم سكبه عادةً في أكواب طويلة الإرتفاع، غالبًا كمرافق للبينتشوس . يتراوح عادةً بين 9.5-11.5 نسبة الكحول ABV .
يضم قصر منديبيل الذي يعود تاريخه إلى القرن الثامن عشر في لايايوا بالقرب من بلباو اليوم متحفًا مخصصًا لـ txakoli، متحف تكساكولي [الإنجليزية] ، الذي يشرح تاريخ تكساكولي ومع مجموعة كبيرة من الآلات المستخدمة في صنعه.

## الإسم
يُسمى هذا النبيذ تكساكولين (يُنطق [ تاكولين] ) في لغة الباسك ،  تكساكولينا تعني " تكساكولين ". تم توثيق هذا المصطلح منذ منتصف القرن الثامن عشر فصاعدًا، وأحيانًا أيضًا كاسم شخصي. تقليديا كان الشكل العام هو تكساكولين ، على الرغم من أن زاكولين تم توثيقه في إيبارالدي . تكساكولي ، الذي يعتبر خطأ إملائيًا بواسطة أكاديمية اللغة الباسكية ، تم إثباته منذ عام 1985م فصاعدًا. تعتمد الأشكال المشتقة على الجذر تكساكولين، على سبيل المثال نبيذ تكساكولين (نبيذ تكساكولي)، أو رقصة تكساكولين (رقصة تكساكولي)، أو بيع تكساكولين (بيع تكساكولي)، أو تكساكولي الأحمر (تكساكولي الأحمر) أو منزل تكساكولين(منزل تكساكولي).
يُسمى هذا النبيذ تشاكولي (يُنطق تلفظ بالإسبانية: ‎/tʃakoˈli/‏ ) بالإسبانية ، وهي كلمة تأتي من كلمة تكساكولين الباسكية. أول إشارة إلى اسم هذا النبيذ باللغة الإسبانية كانت فينو تشاكولين في وثيقة من بلاد الباسك عام 1520م . يُطلق على النبيذ أحيانًا اسم تشاكولي بالفرنسية .
يفترض معظم المؤلفين أن أصل الكلمة من اللغة الباسكية ولكن أصل الكلمة غير معروف في النهاية، باستثناء اللاحقة - المرتبطة كثيرًا في السوائل (راجع "الخل"، أو "النبيذ المسقي")،  الكلمة غامضة.
من بين أكثر المحاولات غرابة للاشتقاق هو أصل وهميّ مقترح من في البيت ( فقط للمنزل). ويختار آخرون أصلًا فرنسيًا كما ظهر في البداية كمصطلح لتحديد النبيذ الفرنسي في قرى شرق جيبوزكوا. هناك أيضًا مؤلفون يقترحون أصلًا إسبانيًا للمصطلح.

## تاريخ
حتى الثمانينيات، كان التكساكولي نبيذًا محلي الصنع، يُشرب في إقليم الباسك وكانتابريا وفالي دي مينا ، وكان معرضًا لخطر الانقراض في منتصف القرن التاسع عشر تقريبًا. ولكن نظرًا لأن بعض أصناف التكساكولي في إقليم الباسك تمكنت من الحصول على شهادة تسمية المنشأ منذ عام 1989م فصاعدًا،  فقد زادت جودتها وانتشارها وجاذبيتها.

## أصناف
يتم تخمير التكساكولي تقليديًا في برميل (براميل كبيرة قديمة جدًا من خشب البلوط) ولكن معظم التكساكولي المنتج اليوم يتم تخميره في أوعية من الفولاذ المقاوم للصدأ. هناك ثلاثة أصناف معتمدة وفقًا لبلد المنشأ .
تتم زراعة معظم التكساكولي في مناطق المحيط الأطلسي في إقليم الباسك، وهي مناطق تتمتع بهطول أمطار غزيرة (بمعدّل ما بين 1000 ملم و1600 ملم من الأمطار السنوية في المتوسط) ومتوسط درجات الحرارة بين 7.5 درجة مئوية و18.7 درجة مئوية، وأحياناً تعاني من الصقيع.

### تكساكولي من جيتاريا
تكساكولينا من جيتاريا باللغة الباسكية، جيتاريا تشاكولي باللغة الإسبانية. يأتي هذا التنوع من منطقة صغيرة في جيبوثكوا حول مدن جيتاريا وزاراوتز وآيا ، وهو ذو لون أصفر فاتح جدًا يميل إلى الأخضر. كان هذا هو النوع الأول من التكساكولي الذي حصل على شهادة بلد المنشأ في عام 1989م.
وقد زادت المساحة المزروعة من 60 هكتارًا إلى 177 هكتارًا منذ إصدار شهادة المنشأ سنوياً حوالي 900,000 لتر (240,000 U.S. gal) يتم إنتاجها في هذه المنطقة، معظمها على المنحدرات المواجهة للجنوب الشرقي لحماية الكروم من الطقس القاسي في المحيط الأطلسي. على عكس الأصناف الأخرى التي تُزرع كمعظم أصناف العنب، فمثلًا يُزرع عنب التكساكولي وفقًا لنظام التريل أو التعريشة (يُسمى بارا في لغة الباسك). في هذا النظام، تتم زراعة الكروم على ارتفاع أكبر فوق سطح الأرض، حيث تشكل أوراق الشجر مظلة متجاورة لتحسين المناخ المحلي. الصنف الأبيض المستخدم هو هونداريبي زوريا ، والعنب الأحمر هو هونداريبي بيلتزا .
في السنوات الأخيرة، بدأت مدن أخرى أيضًا في جيبوثكوا في إنتاج التكساكولي بموجب شهادة تسمية المنشأ مثل أوريو وزومايا وأراساتي وإيبار وموتريكو وديبا وزيستوا وهونداريبيا وفيلابونا وأورنيتا وأوناتي وبيزاما وزيرين وأولابيريا .

### تكساكولي من بسكاي
بيزكايكو تكساكولينا باللغة الباسكية،و بالإسبانية تشاكولي دي فيزكايا. يتم صنع هذا التنوع في معظم أنحاء بسكاي ، باستثناء الطرف الغربي الأقصى. كان هذا ثاني txakoli يحصل على شهادة بلد المنشأ في عام 1994م.
تتم زراعته على مساحة حوالي 150 هكتارًا في 85 قرية وبلدة في جميع أنحاء بسكاي، وينتج حوالي 700,000 لتر (180,000 U.S. gal) من التكساكولي سنويًا. تعود سجلات صناعة النبيذ في هذه المنطقة إلى القرن الثامن، وتشير المراجع إلى تكساكولي منذ عدة قرون. حيث تختلف جودة التكساكولي باختلاف الظروف المناخية الدقيقة .
يتم استخدام كل من العنب الأبيض والأحمر لصنع التكساكولي في بسكاي. الأصناف البيضاء هي الرمال البيضاء و الأبيض المجنون (تسمى مونيماهاتسا في بسكاي)؛ الصنف الأحمر المستخدم هو الفجل الأسود (" هونداريبيا الأسود").
تاريخيًا، تم أيضًا استخدام مجموعة أخرى ذات لون أحمر فاتح تسمى أويلار بيجي ("عين الدجاج"). لقد كان هذا الصنف على وشك الزوال وعاد إلى الظهور ببطء.

### تكساكولي من ألافا
أراباكو تكساكولينا باللغة الباسكية، تشاكولي دي ألافا بالإسبانية. يأتي هذا التنوع من أقصى الطرف الشمالي الغربي من ألافا . إنه الأصغر بين الأصناف الثلاثة من التكساكولي، وقد حصل على شهادة في عام 2001م . لونه أصفر حامض جدًا ورغوي قليلاً.
وتتم زراعته على مساحة 55 هكتارًا تقريبًا من الأراضي المحيطة بمدن أيارا وأموريو وأرتزينيغا ولوديو وأوكوندو . تتمتع صناعة النبيذ هذا بتقليد طويل في هذه المنطقة، يعود تاريخه إلى عام 760م تاريخيًا. في أواخر القرن التاسع عشر، تمت زراعة العنب على أكثر من 500 هكتار من الأراضي، وانخفضت إلى 5 هكتار في أواخر القرن العشرين قبل النهضة الأخيرة.
العنب الأكثر استخدامًا لهذا التكساكولي هو هونداريبي زوريا (" الرمال البيضاء") ولكن يُسمح أيضًا بالعنب الآخر: بورديليزا زوريا ( المجنون الأبيض )، إزكيروتا تيتيبيا ( بيتي مانسينج )، إزكيروتا ( جروس مانسينج ) وكوربو .

### تشاكولي من كانتابريا
تلفظ تشاكولي في التهجئة الأصلية الفرنسية والإسبانية والباسكية الشائعة بنفس الطريقة إنها تقليدية أيضًا في منطقة كانتابريا حتى نهاية القرن التاسع عشر. تم استهلاك وتصدير كميات كبيرة من النبيذ من القرن الثالث عشر إلى القرن التاسع عشر، وتم إنتاجه في كوماركا تراسميرا ، مع قرى تشمل كوليندريس وأرنيرو وميرويلو وأرغونيوس ونوخا باعتبارها مزارع الكروم الرئيسية ومناطق إنتاج تشاكولي. كان إنتاج النبيذ في كانتابريا، حتى في منتصف القرن العشرين، متجاوزًا بكثير إنتاج مقاطعات الباسك. يوجد في كانتابريا مؤشران جغرافيان للنبيذ (خطوة واحدة أقل من شهادة المنشأ) تم إنشاؤهما في عامي 2004م و2005م: نبيذ ليبانا ونبيذ كوستا دي كانتابريا . تم تضمين منطقة كانتابريا حيث كان النبيذ يسمى تشاكولي مدرجًا في GI نبيذ كوستا دي كانتابريا. لا يزال يتم إنتاج تشاكولي في كانتابريا، ولكن على نطاق محدود للغاية.

### تشاكولي من بورغوس
لا يزال يتم إنتاجه أيضًا في فالي دي مينا في مقاطعة برغش ، وهو مدرج في النبيذ GI قشتالة وليون الذي تم إنشاؤه في عام 2005، حيث تُبذل الجهود للحصول على شهادة المنشأ.

### تشاكولي من تشيلي

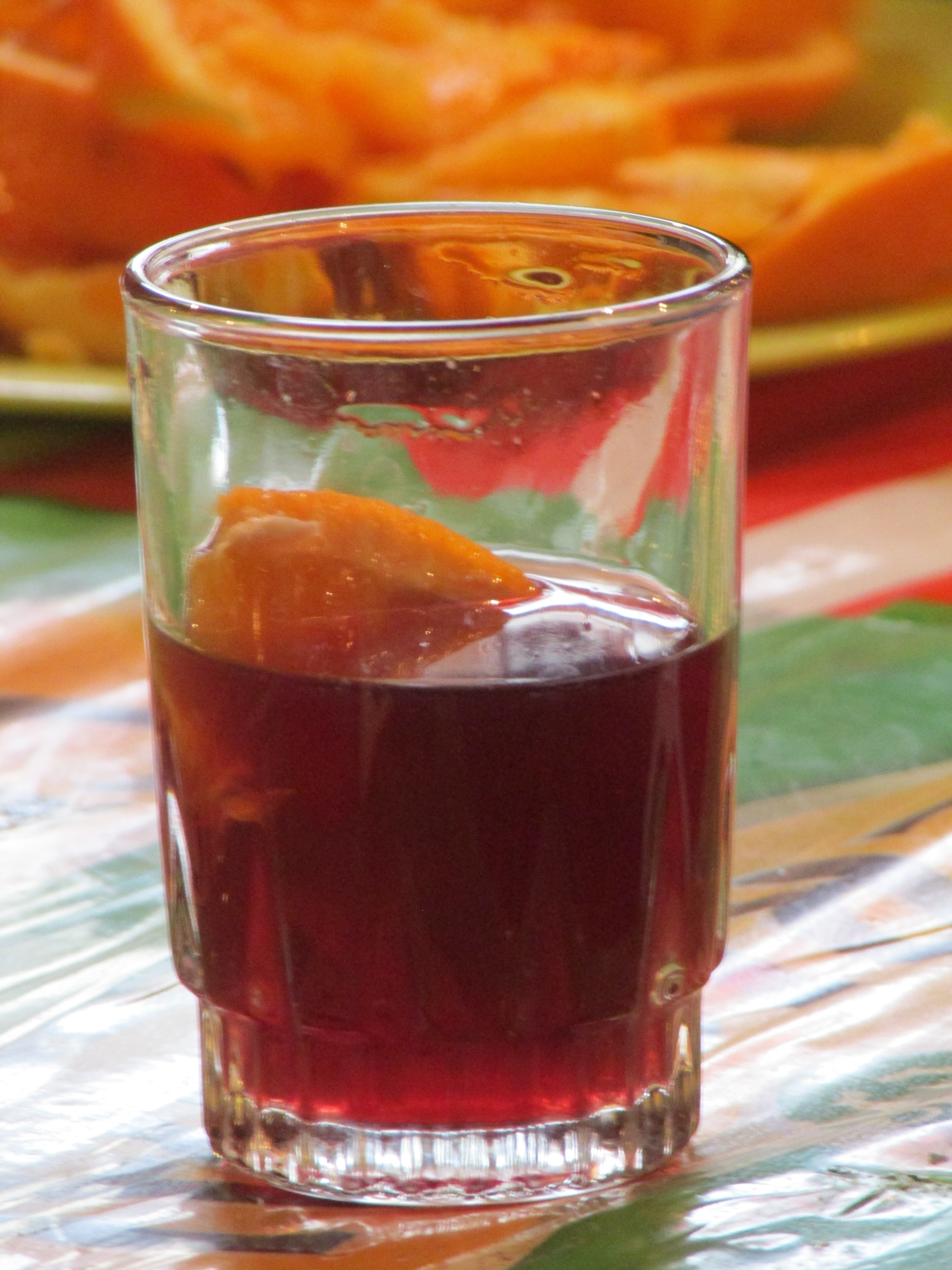
تشاكولي تشيلي مع شرائح البرتقال.

في تشيلي، يتم صنع نبيذ يسمى تشاكولي منذ عقود: «المستمر حتى اليوم لمشروبين كحوليين من أصل إسباني، أحدهما يسمى باجاريتي ، يتم إنتاجه في وادي نهر هواسكو ووادي نهر إلكي ، والآخر، تشاكولي ، منتج أصلي لوادي كوبيابو ووادي تشوابا ، وهو شهادة تاريخية على تكييف وإعادة إنتاج بعض المنتجات الأوروبية لإعادة إحياء الحياة اليومية لأصولها الثقافية والتيلورية.» 
في بلدة دونيهيو في وادي كاتشايوال ، يتم الاحتفال بـ "مهرجان تشاكولي" سنويًا.

## روابط خارجية
- مجلس ألافان تكساكولي
- مجلس بيسكايان تكساكولي
- مجلس جيتاريا تكساكولي
- باللغة الإسبانية لمعرفة والاستمتاع بالمزيد من txakoli

قالب:Spanish wine regions